# Burg Königslutter
Die Burg Königslutter ist eine abgegangene hochmittelalterliche Wasserburg des Herzogtums Braunschweig-Lüneburg in Königslutter im niedersächsischen Landkreis Helmstedt.

## Geschichte
Die Burg wird als „Burg Lutter“ erstmals 1279 urkundlich erwähnt. Ihre Entstehung wird aber aufgrund von Keramikfunden für die Zeit um 1200 angenommen. Sie diente zur Sicherung der Fernhandelsstraße zwischen Braunschweig und Magdeburg. Ein Angehöriger eines Ortsadelsgeschlechts der Herren von Lutter wird im Jahr 1263 erwähnt. 
1279 wurde die Burg durch den Markgrafen von Brandenburg belagert. 1284 fiel sie an den Bischof Siegfried II. von Hildesheim. Zwischen 1300 und 1316 ging die Burg in braunschweigischen Besitz über, denn in diesem Jahr übertrug Herzog Heinrich I. von Braunschweig-Grubenhagen den Burgmannen Wedekind von Gerstenbüttel und Johann von Oberg das Burglehen. Die Burg wurde zu einem der ersten Amtssitze des Fürstentums Braunschweig. Im Jahre 1359 begann mit der Verpfändung an den Grafen Gerhard von Wohldenberg eine fast 300 Jahre dauernde Phase immer neuer Verpfändungen der Burg.
Während der Auseinandersetzungen zwischen der Stadt Braunschweig und den Herzögen wurden Burg und Stadt Königslutter durch die Stadt im Jahre 1432 belagert und zerstört. Davon zeugen die provisorischen Ausbesserungen am Mauerwerk, zudem Geschosse und andere Kugelreste, die während der Ausgrabung im Jahre 1997 in spätmittelalterlichen Schuttschichten gefunden wurden. Im Jahre 1516 entstanden ein neues Nebengebäude im Osten der Burg und weitere Ausbauten. Zu dieser Zeit wurde auch das letzte Hauptgebäude errichtet, das auf seiner Westseite den Bergfried integrierte. 
1637 endete die Ära der Verpfändungen und die Burg diente als Amtssitz. 1780 wurde das Amtshaus erneuert oder neu errichtet. Im 18. Jahrhundert wurden die Gebäude der Vorburg abgerissen. Von der Mitte des 19. Jahrhunderts bis 1959 war es Sitz des Amtsgerichts Königslutter. 1967 wurde es abgerissen, die Fundamente wurden mit Sand aufgefüllt und das Areal wurde zum Parkplatz umgewandelt.

## Beschreibung
Die Wasserburg wurde im Norden durch ein ausgedehntes Sumpfgebiet geschützt. Der Zugang erfolgte im Süden durch die Vorburg. Noch zu Beginn des 20. Jahrhunderts war die Burg als unregelmäßiges, von Wassergräben umgebenes Viereck gut zu erkennen. Zudem existierten noch ein Teil der Ringmauer und der innere Spitzbogen des Tores. Heute zeugen von der Burg nur noch wenige Reste, so ein Grabenrest und ein Torhäuschen an der Amtsgasse 1. 
Die Kreisarchäologie Helmstedt erfasste bei Ausgrabungen im Bereich der Vorburg 2004/05 Reste der ältesten mittelalterlichen Bebauung aus der Zeit um 1200 in Form von Pfostengruben und Flechtwerkwänden. Im Jahre 2005 konnten bei Untersuchungen innerhalb der Hauptburg neben anderen Baustrukturen auch die Fundamente eines turmartigen Gebäudes nachgewiesen werden. 